# Teaira McCowan
Teaira McCowan, née le 28 septembre 1996 à Bryan (Texas), est une joueuse américaine de basket-ball, naturalisée turque.

## Biographie
Formée à la Brenham High School, puis aux Bulldogs de Mississippi State, elle est choisie en 3e position de la draft WNBA 2019 par le Fever de l'Indiana.
Naturalisée turque, elle dispute le championnat d'Europe 2025.

## Distinctions personnelles

### En NCAA
- Meilleure Naismith défenseure de NCAA (2018)[3]
- Meilleure USBWA défenseure de NCAA (2019)[4]
- Meilleur cinq AP All-American 2019[5]
- Meilleur cinq USBWA All-American (2019)[6]
- Meilleure équipe WBCA All-American 2018 et 2019[7]
- Meilleure équipe Wooden All-American 2019[8]
- Meilleure joueuse du Tournoi de la SEC (2019)[9]

### En WNBA
- WNBA All-Rookie Team 2019[10]